# ديميتري زيفوغليادوف
ديميتري زيفوغليادوف (الروسية: живоглядов, Дмитрий Викторович) هو لاعب كرة قدم روسي يلعب حاليا لمصلحة نادي لوكوموتيف موسكو ومنتخب روسيا لكرة القدم.

## الظهور
ظهر لأول مرة في 8 أغسطس 2015 مع نادي دينامو موسكو في مباراة الدوري الروسي الممتاز لكرة القدم ضد نادي أنجي محج قلعة. في 11 يونيو 2019، وقع عقدًا لمدة 4 سنوات مع نادي لوكوموتيف موسكو.

## المشاركة الدولية
في 8 نوفمبر 2020، استدعاه المنتخب الروسي لكرة القدم لأول مرة للعب ضد مولدوفا وتركيا وصربيا.

## وصلات خارجية
ديميتري زيفوغليادوف على موقع الاتحاد الأوربي (الإنجليزية)
- ديميتري زيفوغليادوف على موقع قاعدة بيانات كرة القدم.إي يو (الإنجليزية)
- ديميتري زيفوغليادوف على موقع Soccerway.com (الإنجليزية)
- ديميتري زيفوغليادوف على موقع عالم كرة القدم.نت (الإنجليزية)
- ديميتري زيفوغليادوف على موقع AS.com (الإسبانية)